# Advances in Applied Mathematics
Advances in Applied Mathematics est une revue mathématique à évaluation par les pairs qui publie des articles de recherche en mathématiques appliquées. Son rédacteur en chef-fondateur était Gian-Carlo Rota (Massachusetts Institute of Technology) de 1998 à 2017, Joseph P. S. Kung (Université de North Texas) était le rédacteur en chef. La revue est actuellement publiée par Elsevier, avec les rédacteurs en chef Hal Schenck (en) (Iowa State University) et Catherine Yan (Université A&M du Texas).

## Description
La revue se veut interdisciplinaire dans sa couverture ; elle publie des articles originaux et des exposés de synthèse sur tous les aspects des mathématiques appliquées, comme les mathématiques appliquées discrètes, la statistique, la biologie mathématique, les systèmes dynamiques, l'algorithmique, les mathématiques expérimentales ou l'informatique théorique. 
La revue publie dix volumes par an depuis la renumérotation en 2013. 

## Résumés et indexation
La revue est indexée et les résumés publiés notamment dans les bases suivantes :
- ACM Guide to Computing Literature
- CompuMath Citation Index
- Current Contents/Physics, Chemical, & Earth Sciences
- Mathematical Reviews
- Science Citation Index
- Scopus

En 2016, le journal est classé dans le deuxième quartile des journaux mathématiques par SCImago Journal Rank. Son facteur d'impact est de 0,937 en 2019.